# 15 Большого Пса
15 Большого Пса (лат. 15 Canis Majoris), EY Большого Пса (лат. EY Canis Majoris), HD 50707 — одиночная переменная звезда в созвездии Большого Пса на расстоянии (вычисленном из значения параллакса) приблизительно 1638 световых лет (около 502 парсеков) от Солнца. Видимая звёздная величина звезды — от +4,84m до +4,79m.

## Характеристики
15 Большого Пса — бело-голубой сверхгигант, пульсирующая переменная звезда типа Беты Цефея (BCEP) спектрального класса B1Ib. Масса — около 12,8 солнечных, радиус — около 6,8 солнечных, светимость — около 20000 солнечных. Эффективная температура — около 26100 К.